# Janneke Vos
Janneke Vos (Kockengen, Stichtse Vecht, província d'Utrecht, 20 de març de 1977) és una ciclista neerlandesa que fou professional del 2000 al 2006. Del seu palmarès destaca el Campiona nacional en ruta de 2005.

## Palmarès
- 1999
  - 1a a la Volta a Okinawa
- 2005
  -  Campiona dels Països Baixos en ruta